# Ruisseau d'Eyjeaux
Le ruisseau d'Eyjeaux est un ruisseau de 6,5 km, affluent de la Roselle sur la commune de Eyjeaux.